# Dendrochilum kelabitense
Dendrochilum kelabitense är en orkidéart som beskrevs av Jeffrey James Wood. Dendrochilum kelabitense ingår i släktet Dendrochilum och familjen orkidéer. Inga underarter finns listade i Catalogue of Life.